# Wilde-Donald Guerrier
Wilde-Donald Guerrier (* 11. Juni 1992 in Port-à-Piment) ist ein haitianischer Fußballspieler.

## Karriere

### Verein
Guerrier startete seine Karriere in seiner Heimat bei Violette AC und América des Cayes. 2013 wechselte er nach Europa und spielte drei Jahre lang bei Wisła Krakau in Polen. Anschließend ging er für eine Spielzeit zu Alanyaspor. Die beiden aserbaidschanischen Erstligisten Qarabağ Ağdam und Neftçi Baku waren die nächste Stationen. Mit Qarabağ gewann er 2018 sowie 2019 die nationale Meisterschaft. Dann folgte der Wechsel zu Apollon Limassol auf Zypern. Im November 2021 schloss er sich dem polnischen Fünftligisten Wieczysta Krakau an.
Von August 2022 bis Ende Januar 2023 stand er bei Olympiakos Nikosia aus der zyprischen First Division unter Vertrag. Im Februar 2023 wechselte er zu dem aserbaidschanischen Klub Zirə FK.

### Nationalmannschaft
Guerrier spielt seit 2010 für die haitianische A-nationalmannschaft und absolvierte bisher 51 Partien, in denen er neun Treffer erzielen konnte. Dazu kommen noch sechs, von der FIFA nicht anerkannte, Länderspiele mit zwei weiteren Toren.

## Erfolge
- Aserbaidschanischer Meister: 2018, 2019